# Vedungsfjällen
Vedungsfjällen este o arie protejată (arie specială de conservare — SAC, sit de importanță comunitară — SCI, arie de protecție specială avifaunistică — SPA) din Suedia întinsă pe o suprafață de 19.385,7 ha, integral pe uscat.

## Localizare
Centrul sitului Vedungsfjällen este situat la coordonatele 61°55′50″N 13°15′05″E / 61.9306°N 13.2513°E.

## Înființare
Situl Vedungsfjällen a fost declarat sit de importanță comunitară în decembrie 1995 pentru a proteja 11 specii de animale. Alte tipuri de protecție:
- arie de protecție specială avifaunistică (în decembrie 1996)[2]
- arie specială de conservare (în decembrie 2009)[1][3][4]

## Biodiversitate
Situată în ecoregiunile alpină și boreală, aria protejată conține 5 habitate naturale: Mlaștini împădurite, Taiga vestică, Lacuri și iazuri distrofice naturale, Pajiști alpine și boreale, Mlaștini turboase de tranziție și turbării mișcătoare.
La baza desemnării sitului se află mai multe specii protejate:
- păsări (10): minunița (Aegolius funereus), lebădă de iarnă (Cygnus cygnus), ciocănitoare neagră (Dryocopus martius), cocor (Grus grus), bătăuș (Philomachus pugnax), ciocănitoare de munte (Picoides tridactylus), ploier auriu (Pluvialis apricaria), Sterna paradisaea,  cocoș de munte (Tetrao urogallus), fluierar de mlaștină (Tringa glareola)
- mamifere (1): râs eurasiatic (Lynx lynx)